# Stracciatella (zuppa)
La stracciatella è un tipico piatto della cucina romana, romagnola, marchigiana e abruzzese, consistente in una zuppa a base di uova con aggiunta di Parmigiano-Reggiano grattato, sale, pepe, noce moscata, a volte semolino o pangrattato e cucinata nel brodo. Il nome deriva dal fatto che il composto di uova all'interno del brodo prenda la forma di piccoli straccetti.
In Romagna è chiamata tardura o minestra del Paradiso e viene descritta da Pellegrino Artusi. In Romagna e Marche fra gli ingredienti è presente il pangrattato.
Un piatto simile è presente anche nella cucina istriana, dove prende il nome di pasta butada, dal fatto che la sua preparazione consiste nel buttare nel brodo bollente, aiutandosi con una forchetta, la pastella di farina, uova, burro e grana.